# Cantera Diabasbrottet

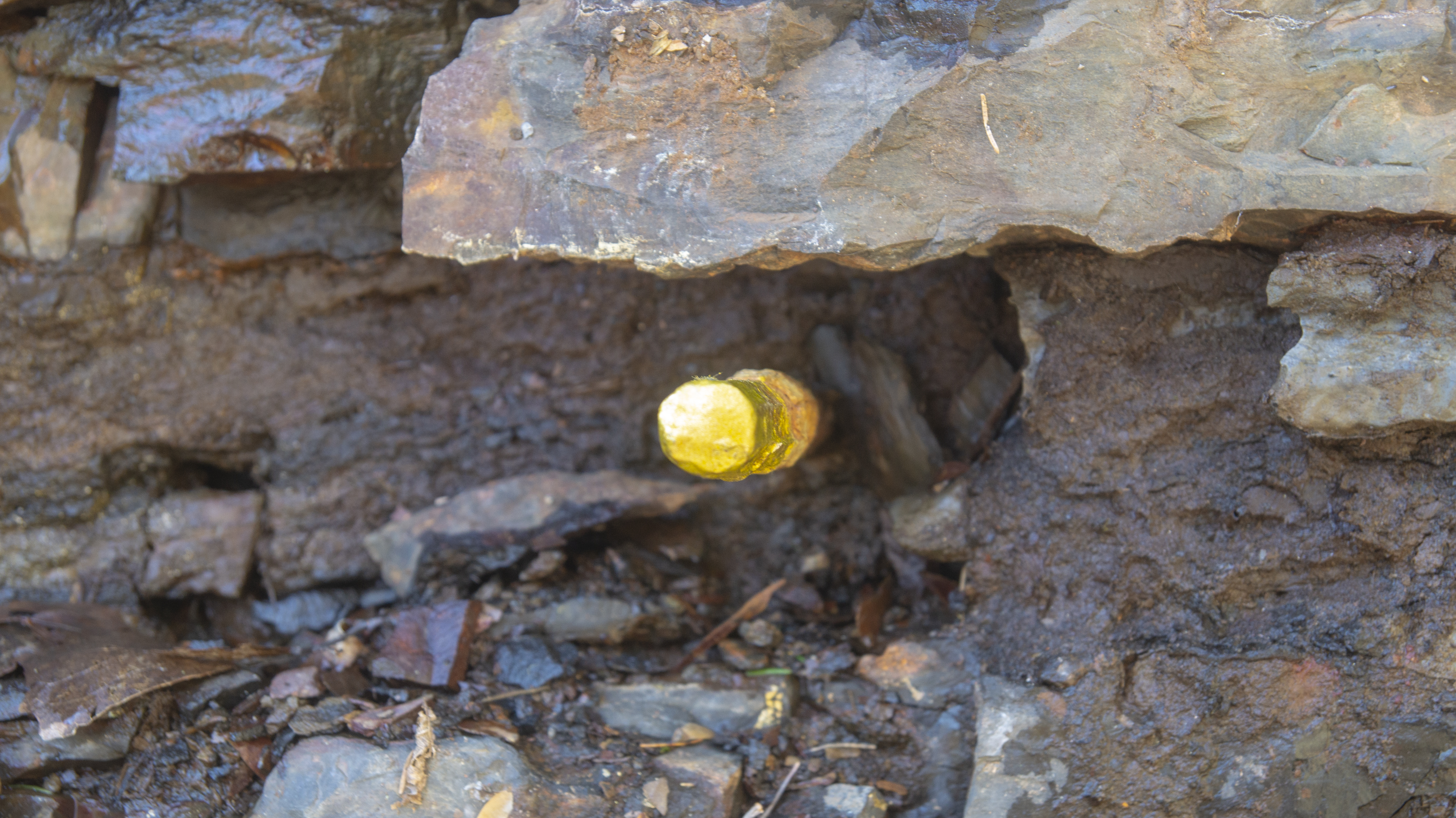
«Clavo dorado», GSSP. Cantera Diabasbrottet, 2020.

La cantera Diabasbrottet (58°21′32.2″N 12°30′08.6″E / 58.358944, 12.502389), se encuentra en el  Mt. Hunneberg, Västergötland, Suecia, es la ubicación de la sección estratotipo y punto de límite globa (GSSP) que define el límite inferior del piso Floiense del Ordovícico Inferior. La sección de roca, dominado por lutitas, es inusualmente fosilífera, incluyendo restos de graptolitos, conodontos, y trilobites. Está altamente comprimido, y la sección del Ordovícico tiene sólo 12 m de espesor.
El límite inferior del Floiense se define por la primera aparición del graptolito Tetragraptus approximatus.
El Floiense lleva el nombre de la parroquia de Flo, en Suecia, un pueblo a 5 km al sureste de la cantera Diabasbrottet.
Fue seleccionada frente a "The Ledge", otra sección candidata, en el oeste de Terranova en 2000 y ratificada como GSSP por la Unión Internacional de Ciencias Geológicas en 2002.